# U 1004
U 1004 war ein deutsches U-Boot des Typs VII C/41, das im Zweiten Weltkrieg von der Kriegsmarine im Nordatlantik eingesetzt wurde.

## Bau und technische Daten
Der Bauauftrag des Bootes erging am 14. Oktober 1941 an die Hamburger Blohm & Voss Werft. Dies war der zwölfte Bauauftrag der Kriegsmarine an diese Werft und umfasste zwölf Boote vom VII C/41. Die Hamburger Werft verfügte über eine rationelle Serienfertigung. U 1004 war Teil der U-Bootsserie U 991 bis U 1032. Blohm & Voss lieferte in den Jahren 1943 und 1944 insgesamt 27 Boote des Typs VII C/41 an die Kriegsmarine aus. Ein U-Boot dieses Typs war 67,2 m lang und verdrängte über Wasser 759 m³. Bei Überwasserfahrt trieben zwei je 1.400 PS starke Dieselmotoren das Boot zu einer Geschwindigkeit von 17 kn an, das entspricht 31,5 km/h. Zwei Elektromotoren gewährleisteten bei Unterwasserfahrt ein Tempo von 7,6 kn, das sind 14 km/h. U 1004 war mit einem Schnorchel ausgestattet, der einerseits die Zufuhr von Frischluft gewährleistete, andererseits die giftigen Dieselabgase abführte. Dadurch hatten solche Boote längere Verweilzeiten unter Wasser. Die Dieselmaschinen konnten unter Wasser genutzt werden. U 1004 wurde am 15. Januar 1943 auf Kiel gelegt und lief am 27. Oktober 1943 vom Stapel. Oberleutnant zur See Hartmuth Schimmelpfennig stellte das Boot am 16. Dezember in Dienst. Ein erstes Bootsemblem, ein Schimmel, welcher auf einem Reichspfennig tanzte, könnte auf den Namen des Kommandanten zurückgehen. Später war die Klinge einer weißen Hellebarde das Zeichen des Bootes. Es wurde am Turm angebracht und von der Besatzung als Mützenabzeichen geführt.

## Kommandanten
- Hartmuth Schimmelpfennig wurde am 4. Oktober 1919 in Den Haag, Niederlande geboren, und trat am 9. Oktober 1937 in die Kriegsmarine als Offiziersanwärter ein. Er war somit Mitglied der Crew 37b. Am 1. April 1942 wurde er zum Oberleutnant befördert. Von Dezember 1942 bis September 1943 fuhr Schimmelpfennig als Wachoffizier auf dem des VII C-Bootes U 586. Auf diesem Boot machte Schimmelpfennig drei Feindfahrten im Nordmeer und mehrere Überführungsfahrten in der Ostsee und in norwegischen Gewässern. Er verließ U 586 im September 1943 für seinen U-Bootkommandanten-Lehrgang, den er bei der 2. U-Ausbildungsabteilung in Zeven und bei der 23. U-Flottille in Danzig absolvierte. Im November nahm OltzS Schimmelpfennig bei der 8. Kriegsschiffbaulehrabteilung an der Baubelehrung für U 1004 teil und übernahm am 16. Dezember bei Indienststellung das Kommando auf diesem Boot, das er bis zum Januar 1945 befehligte.
- Rudolf Hinz wurde am 22. Februar 1920 in Berlin-Neukölln geboren und trat am 16. September 1939 in die Kriegsmarine ein. Er war somit Mitglied der Crew IX/39. Von September 1941 bis März 1942 fuhr Hinz als 1. Wachoffizier auf dem VII-A-Boot U 30, einem Schulboot unter dem Kommando von Oberleutnant zur See Kurt Baberg. Er folgte seinem Kommandanten anschließend auf das VII-C-Boot U 618, auf dem er vom April 1942 bis zum September 1943 als 1. Wachoffizier vier Feindfahrten mitmachte. Im Herbst 1943 absolvierte er bei der 23. U-Flottille in Danzig seinen U-Boot-Kommandanten-Lehrgang. Anschließend diente er als Schießlehrer im Schulverband des Höheren Kommandeurs der Torpedoschulen. Ab Dezember 1944 diente er bei der 11. U-Flottille in Bergen. Im Januar 1945 übernahm OltzS Hinz das Kommando auf U 1004.

## Geschichte
Bis zum 31. August 1944 war U 1004 der 31. U-Flottille in Hamburg unterstellt. Am 22. August lief Kommandant Schimmelpfennig von Kiel aus zu seiner ersten Feindfahrt mit diesem Boot aus. Das Boot fuhr zunächst über Horten nach Kristiansand und von hier aus in das vorgesehene Operationsgebiet zwischen den Hebriden und dem Nordkanal. Aufgrund der starken britischen Kräfte in diesem „Northern Approaches“ genannten Seegebiet, entschied sich Kommandant Schimmelpfennig dagegen, in den Nordkanal einzudringen und kehrte um. Am 17. Oktober meldete er die Versenkung eines Schiffes, das er als Zerstörer identifiziert zu haben glaubte. U 1004 hatte am späten Nachmittag einen akustischen Torpedo abgeschossen, dessen Detonation nach einiger Zeit zu vernehmen war. Diese Versenkung konnte nicht bestätigt werden. Von den acht Booten, die in dieser Phase des U-Boot-Kriegs in den Gewässern um Großbritannien operierten, verzeichnete nur eines einen Erfolg. Eine Konsequenz seitens der U-Bootführung war die Ablösung einiger der zurückkehrenden Kommandanten. Für Schimmelpfennig und U 1004 endete die Unternehmung am 23. Oktober 1944 mit dem Einlaufen in Bergen, dem Stützpunkt der 11. U-Flottille, der das Boot im November unterstellt wurde. Gleichzeitig endete Schimmelpfennigs Karriere, er wurde zum Matrosen degradiert und kam am 27. April 1945 bei einem Landeinsatz ums Leben.
Im Januar 1945 übernahm Rudolf Hinz das Kommando auf U 1004. Er führte mit dem Boot eine Unternehmung durch, auf welcher er im Ärmelkanal den Geleitzug BTC 76 angriff und am 22. Februar um 13:29. Uhr das britische Dampffrachtschiff Alexander Kennedy mit 1313 BRT durch einen akustischen Torpedo versenkte. Wenige Minuten später schoss Himnz einen 2-er Torpedofächer mit LU-Torpedos auf die kanadische Korvette HMCS Trentonian und versenkte diese. Er erhorchte eine weitere Detonation auf einem dritten Schiff, dieser angenommene Treffer wurde aber nicht bestätigt. Am 20. März 1945 kehrte U 1004 nach Bergen zurück.

## Verbleib

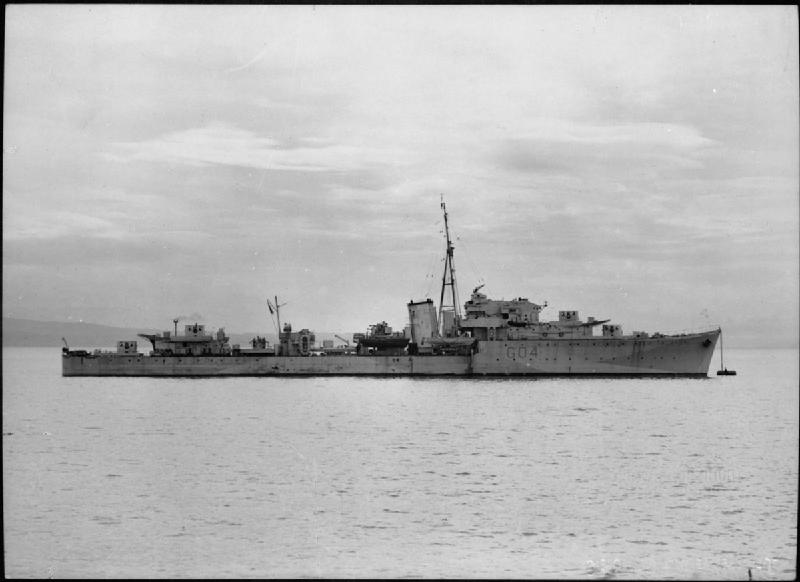
HMS Onslaught

Nach der Kapitulation verblieb U 1004 zunächst in Bergen, Norwegen. Es wurde am 2. Juni zunächst nach Scapa Flow überführt, wo es am 4. Juni eintraf. Zusammen mit anderen deutschen U-Booten wurde U 1004 und später zwischen dem 6. und dem 8. Juni nach Loch Ryan überführt. Das Boot wurde am 29. November für die Versenkung vom Marine-Schlepper HMS Bustler auf Position geschleppt und am 1. Dezember 1945 durch Artilleriefeuer des britischen Zerstörers HMS Onslaught und des polnischen Zerstörers ORP Pionrun auf der Position 56° 10′ N – 10° 05′ W im Marineplanquadrat AM 5139 um 9:00 Uhr versenkt.